# Фик, Франц Людвиг
Франц Людвиг Фик (нем. Franz Ludwig Fick; 18 мая 1813, Эрланген, Германия — 31 декабря 1858, Марбург, Германия) — немецкий анатом. Брат физиолога Адольфа Фика, отец офтальмолога Адольфа Гастона Ойгена Фика.

## Образование
В 1835 году он получил степень доктора медицины Марбургского университета.

## Карьера
Фик изучал механику развития роста костей, особенно черепа. Он изобрёл модели из бумаги, изображающие различные части мозга, которые стали прототипом моделей в медицине. Фик писал про анатомию человека и патологию. Он изучал механизм видения и функцию сетчатки. Фик исследовал функционирование и эффективность вкусовых рецепторов и описал анатомию ушей слона.

## Книги, написанные им
- Франц Людвиг Фик, Tractatus de illegitimo vasorum cursu hominibus innato cum tabulis duabus, typis Elwerti academicis, 1854.